# Choi Yong-soo
Choi Yong-Soo (Busan, 10 de setembro de 1973) é um treinador e ex-futebolista profissional sul-coreano, que atuava como atacante

## Carreira
Choi Yong-soo representou a Seleção Sul-Coreana de Futebol nas Olimpíadas de 1996 e nas Copas do Mundo de 1998 e 2002.